# Championnat d'Angleterre de football 1934-1935
Navigation
Édition précédente Édition suivante
La 43e édition du championnat d'Angleterre de football est remportée par Arsenal. Le club londonien gagne son troisième titre de champion consécutif et son quatrième au total. C’est seulement la deuxième fois dans l’histoire du championnat qu’une équipe remporte le titre trois fois consécutivement. Le dernier triplé, celui d’Huddersfield Town datait de 1923-24, 1924-25 et 1925-26.
Sunderland est deuxième, Sheffield Wednesday complète le podium.
Le système de promotion/relégation reste en place : descente et montée automatique, sans matchs de barrage pour les deux derniers de première division et les deux premiers de deuxième division. Leicester City et Tottenham Hotspur qui était pourtant sur le podium la saison précédente descendent en deuxième division. Ils sont remplacés pour la saison 1935/36 par Brentford et Bolton Wanderers.
Ted Drake, joueur d’Arsenal, avec 42 buts, termine meilleur buteur du championnat. Bobby Stuart, défenseur de Middlesbrough, rentre dans l'histoire de la Football League, en établissant le record du nombre buts marqués contre son camp, avec 5 c.s.c. dans la saison.

## Les clubs de l'édition 1934-1935
| Club                                  | Ville          |
| ------------------------------------- | -------------- |
| Arsenal Football Club                 | Londres        |
| Aston Villa Football Club             | Birmingham     |
| Birmingham City Football Club         | Birmingham     |
| Blackburn Rovers Football Club        | Blackburn      |
| Chelsea Football Club                 | Londres        |
| Derby County Football Club            | Derby          |
| Everton Football Club                 | Liverpool      |
| Huddersfield Town Football Club       | Huddersfield   |
| Grimsby Town Football Club            | Newcastle      |
| Leeds United Football Club            | Leeds          |
| Leicester City Football Club          | Leicester      |
| Liverpool Football Club               | Liverpool      |
| Manchester City Football Club         | Manchester     |
| Middlesbrough Football Club           | Middlesbrough  |
| Portsmouth Football Club              | Portsmouth     |
| Preston North End Football Club       | Preston        |
| Sheffield Wednesday Football Club     | Sheffield      |
| Stoke City Football Club              | Stoke-on-Trent |
| Sunderland Association Football Club  | Sunderland     |
| Tottenham Hotspur Football Club       | Londres        |
| West Bromwich Albion Football Club    | Birmingham     |
| Wolverhampton Wanderers Football Club | Wolverhampton  |

## Compétition

### Classement
Le classement est établi sur le barème de points classique (victoire à 2 points, match nul à 1, défaite à 0).
| Rang | Équipe                  | Pts | J  | G  | N  | P  | Bp  | Bc | Diff |
| ---- | ----------------------- | --- | -- | -- | -- | -- | --- | -- | ---- |
| 1    | Arsenal                 | 58  | 42 | 23 | 12 | 7  | 115 | 46 | +69  |
| 2    | Sunderland              | 54  | 42 | 19 | 16 | 7  | 90  | 51 | +39  |
| 3    | Sheffield Wednesday     | 49  | 42 | 18 | 13 | 11 | 70  | 64 | +6   |
| 4    | Manchester City         | 48  | 42 | 20 | 8  | 14 | 82  | 67 | +15  |
| 5    | Grimsby Town            | 45  | 42 | 17 | 11 | 14 | 78  | 60 | +18  |
| 6    | Derby County            | 45  | 42 | 18 | 9  | 15 | 81  | 66 | +15  |
| 7    | Liverpool               | 45  | 42 | 19 | 7  | 16 | 85  | 88 | -3   |
| 8    | Everton                 | 44  | 42 | 16 | 12 | 14 | 89  | 88 | +1   |
| 9    | West Bromwich Albion    | 44  | 42 | 17 | 10 | 15 | 83  | 83 | 0    |
| 10   | Stoke City              | 42  | 42 | 18 | 6  | 18 | 71  | 70 | +1   |
| 11   | Preston North End       | 42  | 42 | 15 | 12 | 15 | 62  | 67 | -5   |
| 12   | Chelsea                 | 41  | 42 | 16 | 9  | 17 | 73  | 82 | -9   |
| 13   | Aston Villa             | 41  | 42 | 14 | 13 | 15 | 74  | 88 | -14  |
| 14   | Portsmouth              | 40  | 42 | 15 | 10 | 17 | 71  | 72 | -1   |
| 15   | Blackburn Rovers        | 39  | 42 | 14 | 11 | 17 | 66  | 78 | -12  |
| 16   | Huddersfield Town       | 38  | 42 | 14 | 10 | 18 | 76  | 71 | +5   |
| 17   | Wolverhampton Wanderers | 38  | 42 | 15 | 8  | 19 | 88  | 94 | -6   |
| 18   | Leeds United            | 38  | 42 | 13 | 12 | 17 | 75  | 92 | -17  |
| 19   | Birmingham City         | 36  | 42 | 13 | 10 | 19 | 63  | 81 | -18  |
| 20   | Middlesbrough FC        | 34  | 42 | 10 | 14 | 18 | 70  | 90 | -20  |
| 21   | Leicester City          | 33  | 42 | 12 | 9  | 21 | 61  | 86 | -25  |
| 22   | Tottenham Hotspur       | 30  | 42 | 10 | 10 | 22 | 54  | 93 | -39  |

|  | Champion d'Angleterre |
|  | Relégation            |

## Bilan de la saison
| Tableau d'Honneur                    |                     |
| Compétition                          | Vainqueur           |
| Championnat d'Angleterre de football | Arsenal             |
| Coupe d'Angleterre de football       | Sheffield Wednesday |
| Charity Shield                       | Arsenal             |

| Promotions et relégations |                                  |
| Promus                    | Brentford Bolton Wanderers       |
| Relégués                  | Leicester City Tottenham Hotspur |

## Statistiques

### Meilleur buteur
- Ted Drake, Arsenal, 42 buts